# Теренс Янг
Шон Теренс Янг (англ. Shaun Terence Young; 20 червня 1915 — 7 вересня 1994) — британський кінорежисер та сценарист, більш відомий як режисер перших фільмів про Джеймса Бонда: «Доктор Ноу» (1962), «З Росії з любов'ю» (1963) та «Кульова блискавка» (1965).

## Біографія
Син поліцейського комісара Шанхайської муніципальної поліції, Теренс Янг народився в Шанхаї, і отримав освіту в державній школі. Пізніше він викладав східну історію в коледжі Сент-Катаріна в Кембриджському університеті .

## Кар'єра в кіно
Янг розпочав свою кар'єру в кіноіндустрії як сценарист, заробивши заслугу за фільми Брайана Дезмонда Герста «В ніч вогню» (1939), «Заклик до зброї» (1940), «Небезпечне місячне світло» (1941) та «Лист з Ольстера» (1942) та для інших режисерів у «Таємній місії» (1942), «Про затвердження» (1944).
На посаді в ірландській гвардії Теренс Янг був командиром танків під час Другої світової війни. Він брав участь в операції «Маркет-Гарден» в Арнемі, Нідерланди .
У 1946 році він повернувся, щоб знову допомогти Херсту зі сценарієм «Їх Слава», який розповів історію боїв навколо Арнемського мосту. Арнем, випадково, був домом для підліткової Одрі Хепберн . Під час пізніших зйомок фільму Янга «Почекай темряву», Хепберн та Янг пожартували, що він обстрілював свою улюблену зірку, навіть не підозрюючи про це.

### Режисер
Першою заслугою Янга як режисера був Коридор дзеркал (1948), де дебютував Крістофера Лі. Наступними стрічками були Одна ніч з тобою (1948); Жінка ненависниця (1948), комедія зі Стюартом Грейнджером; Вони не були розділені (1950), спираючись на його власне життя в ірландській гвардії. Янг також керував режисурою Долини орлів (1951) та Високі заголовки (1952).

### Джеймс Бонд
Альберт Брокколі та Ірвінг Аллен розпались як продюсерська команда, і тоді Брокколі започаткував партнерство з Гаррі Зальцманом, щоб створити серію фільмів за романами про Джеймса Бонда. Брокколі запросив Теренса Янга в якості режисера для першого фільму. Янг зробив вирішальний внесок у Доктора Ноу (1962), кастинг Шона Коннері на роль Джеймса Бонда. Пізніше актриса Лоїс Максвелл сказала, що «Теренс взяв Шона під своє крило. Він взяв його на вечерю, потім до свого кравця, показав йому, як треба ходити, розмовляти, та навіть як їсти».
Фільм мав величезний успіх, і Теренс Янг залишився знімати сиквел — З Росії з любов'ю (1963). Під час зйомок Янг та оператор ледь не потонули, коли їх гвинтокрил впав у море. Їх врятували інші члени знімальної групи. Янг знову опинився за камерою через 30 хвилин після врятування.
Після успіхів фільмів про Бонда, Янг почав отримувати купу різних пропозицій. І хоча він був запрошений знімати бондівський триквел Голдфінгер (1964), Теренс вирішив зайняи пост режисера фільму Любовні пригоди Молль Флендерс (1965). Врешті, Янг зняв четвертий фільм про Джеймса Бонда Кульова блискавка (1965).

## Особисте життя
Дружиною Теренса Янга була романістка Доротея Беннетт. Теренс Янг помер у віці 79 років у Каннах від серцевого нападу під час роботи над документальним фільмом.

## Вибрана фільмографія
| Рік  | Фільм                          | Виступав у ролі: | Виступав у ролі: | Виступав у ролі: |
| Рік  | Фільм                          | Режисера         | Сценариста       | Актора           |
| ---- | ------------------------------ | ---------------- | ---------------- | ---------------- |
| 1939 | В ніч вогню                    |                  | Так              |                  |
| 1940 | Заклик до зброї                |                  | Так              |                  |
| 1941 | Небезпечне місячне світло      |                  | Так              |                  |
| 1942 | Лист з Ольстера                |                  | Так              |                  |
| 1942 | Таємна місія                   |                  | Так              |                  |
| 1944 | Про затвердження               |                  | Так              |                  |
| 1946 | Їх Слава                       |                  | Так              |                  |
| 1948 | Коридор дзеркал                | Так              |                  |                  |
| 1948 | Одна ніч з тобою               | Так              |                  |                  |
| 1948 | Жінка ненависниця              | Так              |                  |                  |
| 1950 | Вони не були розділені         | Так              |                  |                  |
| 1951 | Долина орлів                   | Так              |                  |                  |
| 1952 | Високі заголовки               | Так              |                  |                  |
| 1956 | Сафарі                         | Так              |                  |                  |
| 1958 | Не час вмирати                 | Так              | Так              |                  |
| 1962 | Доктор Ноу                     | Так              | Так              |                  |
| 1963 | З Росії з любов'ю              | Так              |                  |                  |
| 1965 | Любовні пригоди Молль Флендерс | Так              |                  |                  |
| 1965 | Кульова блискавка              | Так              |                  |                  |
| 1966 | Маки — це також квіти          | Так              |                  |                  |
| 1968 | Vienna: The Years Remembered   |                  |                  | Так              |
| 1969 | Різдвянна ялинка               | Так              | Так              |                  |
| 1971 | Червоне сонце                  | Так              |                  |                  |
| 1979 | Кровний зв'язок                | Так              |                  |                  |
| 1981 | Інчхон                         | Так              |                  |                  |
| 1983 | Людина-загадка                 | Так              |                  |                  |